# Redlands Bicycle Classic (vrouwen)
De Redlands Bicycle Classic is een meerdaagse wielerwedstrijd voor vrouwen die sinds 1993 jaarlijks plaatsvindt en wordt verreden in maart. De Duitse rensters Judith Arndt en Ina-Yoko Teutenberg zijn de enige rensters die deze wedstrijd wonnen en afkomstig zijn uit een niet-Engelstalig land. De Amerikaanse Amber Neben is met vier eindzeges recordwinnares van deze wedstrijd. Voor mannen vindt de wedstrijd plaats sinds 1985.

## Meervoudige winnaars
| Overwinningen | Renner              | Land             | Jaren                  |
| ------------- | ------------------- | ---------------- | ---------------------- |
| 4             | Amber Neben         | Verenigde Staten | 2006, 2007, 2011, 2019 |
| 2             | Linda Brennenman    | Verenigde Staten | 1993, 1995             |
| 2             | Alison Dunlap       | Verenigde Staten | 1996, 2000             |
| 2             | Geneviève Jeanson   | Canada           | 2001, 2003             |
| 2             | Ina-Yoko Teutenberg | Duitsland        | 2009, 2010             |

## Overwinningen per land
| Overwinningen | Land             |
| ------------- | ---------------- |
| 20            | Verenigde Staten |
| 6             | Canada           |
| 3             | Duitsland        |
| 1             | Nieuw-Zeeland    |